# Pieve di San Pancrazio (Sestino)
La pieve di San Pancrazio è un edificio sacro che si trova in via delle Terme Romane 10 a Sestino.

## Storia
La pieve sorse probabilmente intorno al IX-X secolo sul luogo anticamente occupato dagli edifici romani della Curia Augusta. Del primigenio edificio resta all'interno la cripta, con pareti animate da archetti ciechi e colonne con capitelli d'influenza ravennate, oltre a numerosi frammenti scultorei di epoca altomedievale. L'abside romanica si deve ad un intervento architettonico del XII secolo. L'intero edificio ha subito nei secoli numerose trasformazioni: il rifacimento del fronte nel tardo Seicento, la riduzione ad una navata nel 1784 e la ricomposizione del presbiterio nel 1946. Assai interessante è all'interno l'altare maggiore in arenaria datato 1259 che poggia su un cippo romano del 374.
Originariamente sorta nella Diocesi di Montefeltro, nel corso del XV assume giurisdizione ecclesiastica autonoma come nullius diocesis; tale assetto viene soppresso nel 1779 dal granduca di Toscana e il territorio della pieve di Sestino è accorpato alla Diocesi di Sansepolcro.